# واکنشگر شواردز
واکنشگر شواردز (به انگلیسی: Schwartz's reagent) با فرمول شیمیایی C۱۰H۱۱ClZr یک ترکیب شیمیایی است. که جرم مولی آن 257.87 g/mol می‌باشد. شکل ظاهری این ترکیب، جامد سفید است.